# 아시아 통화 단위

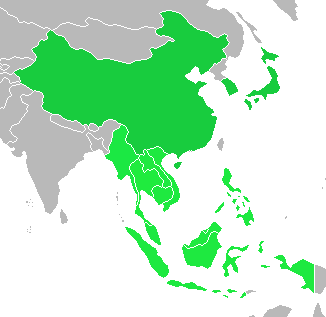
아시아 통화 단위의 대상 국가들이 되는 아세안+3의 범위

아시아 통화 단위(アジア通貨単位, 영어: Asian Currency Unit, Asian Monetary Unit), 약칭 ACU 또는 AMU는 일본 정부 산하의 국제통화연구소(国際通貨研究所)가 제안한 통화 단위이다. 유로의 전신인 유럽 통화 단위를 모델로 했다. 일본 국제통화연구소와 히토쓰바시 대학의 공동 연구에서 탄생한 아시아 통화 단위는 동남아시아 국가 연합과 대한민국, 일본, 중화인민공화국 총 13개국의 공통 화폐 계획이다.

## 대상
아시아 통화 단위는 13종의 통화를 대상으로 한다.
| 나라           | 통화              |
| -------------- | ----------------- |
| 대한민국       | 대한민국 원       |
| 라오스         | 라오스 킵         |
| 말레이시아     | 말레이시아 링깃   |
| 미얀마         | 미얀마 짯         |
| 베트남         | 베트남 동         |
| 브루나이       | 브루나이 달러     |
| 싱가포르       | 싱가포르 달러     |
| 인도네시아     | 인도네시아 루피아 |
| 일본           | 일본 엔           |
| 중화인민공화국 | 런민비            |
| 캄보디아       | 캄보디아 리엘     |
| 태국           | 태국 밧           |
| 필리핀         | 필리핀 페소       |

## 같이 보기
- 역내 포괄적 경제 동반자 협정
- 통화 동맹
- 치앙마이 이니셔티브